# Mikado (périodique)
Pour les articles homonymes, voir Mikado.
Mikado est un magazine mensuel du groupe Milan Presse, destiné aux préadolescents, qui a paru de 1983 à 1998. Il a eu comme variantes les titres Mikado Magazine et Mikado Ton Univers.